# TeleUno
TeleUno foi um canal por assinatura disponível no Brasil, Portugal e na América Latina entre 1993 a 1999.

## História
Em 1 de agosto de 1993, a Spelling Sattelite Networks, empresa de Aaron Spelling, lançou na América Latina o TeleUno, tornando-se um dos primeiros canais pagos do Brasil. O canal exibia inicialmente seriados para público adolescente, como "Twin Peaks", "Barrados no Baile" e "Melrose Place", além de filmes. Porém, o canal demorou a adaptar sua programação ao idioma português, processo iniciado somente em 1996. Além deste problema, o sinal do canal era ruim.
Em 28 de abril de 1998, a Spelling Sattelite Networks vendeu o TeleUno para a Sony Pictures Entertainment, pois a Viacom comprou a Spelling Entertainment Group e vendeu todos os bens que não produziam programas televisivos. Logo, a nova proprietária trocou o logotipo, adaptou a programação para o português e investiu na compra de equipamentos para transmissão, que passou a ser totalmente digital.
Com essas reformas, a Sony relançou o canal no dia 14 de setembro de 1998. O canal passou a exibir o The Action Zone, que exibia filmes e series de ação no horário nobre e AXN: A série, que era um programa de esportes radicais. Após certo tempo, as séries que não eram de ação ou aventura foram saindo do canal, como foi o caso de Barrados no Baile, 7th Heaven e Melrose Place, que passaram a ser exibidas na Sony Entertainment Television, canal pertencente também a Sony Pictures Entertainment.
Em 1 de agosto de 1999, o TeleUno foi substituído pelo AXN, um canal dedicado a filmes e séries de ação e aventura com grande sucesso na Ásia.

## Séries
Algumas séries exibidas pelo TeleUno:
- Combate
- A Bela e a Fera com a Disney Channel
- Melrose Place na Rede Globo, Rede Bandeirantes e no Canal 21 atualmente na Sony Channel
- Barrados no Baile na Rede Globo e na RedeTV!
- Camino al Cielo
- Modelos Inc. na Rede Globo, Rede Bandeirantes e no Canal 21
- Os Pioneiros
- Moesha
- Lancelot Link
- Pacific Blue
- Baywatch
- El Séptimo Cielo (Seven Heaven)
- Holocausto
- Gatchaman
- Alvin e os esquilos
- Dallas (série) na Rede Globo, Rede Bandeirantes e no Canal 21 e na RedeTV!
- PSI Factor
- La Dimensión Desconocida
- Acapulco H.E.A.T.
- Las Calles de San Francisco
- The Love Boat na Rede Bandeirantes e no Canal 21
- A Família Addams
- Rebeldes Sem Causa (Heartbreak High)
- Sweat
- Land‘s End
- Due South
- O Homem Que Veio do Céu
- Terra - O Conflito Final (Earth - The Final Conflict)
- The Adventures of Sinbad

## Desenhos
Alguns desenhos exibidos pelo TeleUno:
- Volantes Audazes
- Falcões do Céu
- George, o Rei da Floresta na extinta TV Tupi atual SBT, Rede Record, Rede Globo e Disney Channel
- Milton, o Monstro
- Smokey, o Guarda Legal na extinta TV Tupi atual SBT, Rede Record e Boomerang
- King Kong na extinta TV Tupi atual SBT, Rede Record e Rede Globo e Universal Channel
- The Adventures of the Galaxy Rangers